# Balakhtinsky (huyện)
Huyện Balakhtinsky (tiếng Nga: ? райо́н) là một huyện hành chính tự quản (raion), của Vùng Krasnoyarsk, Nga. Huyện có diện tích 10738 km². Trung tâm của huyện đóng ở Balakhta.